# TB–1
A TB–1 (TB – Tyazsolij bombargyirovscsik, magyarul: nehézbombázó), más jelzéssel ANT–4 (ANT – Andrej Nyikolajevics Tupoljev) teljesen fémépítésű, kétmotoros szovjet bombázó repülőgép, amely az 1930-as évek első felében a szovjet bombázó erők alapját képezte. A hadrendből kivont gépeket átalakítás után a polgári légi forgalomban G–1 típusjelzés teherszállító repülőgépként alkalmazták. 1925-ben repült először, sorozatgyártása 1929–1932 között folyt. Továbbfejlesztett, nagyobb méretű, négymotoros változata a TB–3.
Egy példánya található meg múzeumban. A restaurált, az Aeroflot sarkvidéki légiflottájában használt, CCCP–H317 lajstromjelű G–1 teherszállító repülőgép az Uljanovszki Polgári Légi Közlekedési Múzeum gyűjteményében található meg.

## Története
A nehézbombázó repülőgép gép tervezését a szovjet légierő igénye és a légierő Speciális Műszaki Irodájának (OTB) 1924. november 11-i megrendelése alapján kezdték el a CAGI Központi Tervezőirodájában Andrej Tupoljev irányításával. A megrendelés egy olyan gépre szólt, amely alkalmas az OTB-nél tervezett légi fegyverzet (pl. légi indítású torpedók) tesztelésére. Tupoljev egy teljesen fémépítésű, kétmotoros, duralból készült hullámlemez borítású gép terveit készítette el, mely kezdetben az ANT–4 típusjelzést kapta. A prototípust 450 LE-s Napier Lion W12-es hengerelrendezésű motorokkal szerelték fel.
A rohamtempóban folyó munka nyomán a tervezés megkezdésétől számított kilenc hónapon belül, 1925-re elkészült az első prototípus. A munkát hátráltatta, hogy Tupoljevnek akkor a Ragyio utca 16. szám alatti üzemében nem állt rendelkezésre megfelelő méretű üzemcsarnok, illetve megfelelően képzett munkaerő. A gépet az üzem első emeletén építették össze. A prototípus 1925. augusztus 11-re készült el. Ahhoz, hogy a gépet darabokban elszállíthassák, ki kellett bontani az üzem falát. Ez után a gépet átszállították a Hodinkai repülőtérre, újra összeszerelték, majd 1925. november 26-án A. I. Tomasevszkij végrehajtotta vele az első felszállást.
Az első hétperces repülés tapasztalatai nyomán apróbb konstrukciós módosításokat hajtottak végre a gépen. Ezt követően a második, már 35 perces repülést 1926. február 15-én hajtották végre. A repülések sikeresek voltak, de a majdani sorozatgyártású gépekhez a légierő a nagyobb teljesítményű, 730 LE-s BMW IV motorokat ajánlotta.
A második, az elsőnél némileg nagyobb, kifejezetten bombázónak szánt prototípust 1928 februárjára építették meg. Ebbe már a BMW IV motorokat szerelték. A gépre önvédelmi fegyverzetként három forgatható toronyba Lewis-géppuskákat szereltek, a gép bombazárakat, SZBR–8 típusú bombacélzó berendezést, fényképezőgépet és fedélzeti rádióberendezést kapott. A gép bombaterhelése 730 kg volt. Néhány külföldi alkatrész (futómű-elemek, tengely) késése miatt a berepüléseket 1928 júniusában kezdhették el. Az állami berepüléseket 1928. augusztus 15. és 1929. március 26. között végezték el, ezt követően a gépet sorozatgyártásra ajánlották.
A harmadik, ANT–4bisz típusjelű prototípusba nagyobb teljesítményű, 680 LE-s BMW IV motorokat építettek, azzal, hogy azt majd később a motor hazai gyártású változatával, az M–17-tel váltják fel. A bombaterhelést 1000 kg-ra növelték, önvédelmi fegyverzetként pedig szintén hazai gyártású, három DA ikergéppuskát építettek be.
A sorozatgyártású gép a légierőben a TB–1 típusjelzést kapta. A sorozatgyártás beindulása azonban késett. Ennek oka egyrészt a megfelelő mennyiségű könnyűfém szerkezeti anyagok hiánya, valamint a német BMW IV motorok hazai gyártású változatának, az M–17-es motor gyártásának a csúszása volt. Az M–17 gyártását csak 1929-ben tudták elindítani. Miután a motorok rendelkezésre álltak, 1929-ben beindult a TB–1 sorozatgyártása is, mely 1932-ig tartott. Ez idő alatt a két prototípuson túl 216 darabot gyártottak. A sorozatgyártást a Filiben található gyár, később pedig a moszkvai 22. és a taganrogi 31. sz repülőgépgyárak végezték. A futóműhöz használt tengelyeket továbbra is külföldről szerezték be.

## Alkalmazása
1929-ben rendszeresítették a szovjet légierőnél.
A szovjet légierőben a TB–1-est a nála némileg nagyobb, négymotoros TB–3 váltotta le.
A hadrendből kivont, majd átalakított TB–1-es repülőgépeket az Aeroflot üzemeltette mint teher- és utasszállító repülőgépet, később pedig csak mint utasszállító repülőgépet. Mintegy 40 darabot kapott az Aeroflot sarkvidéki légiflottája (Aviaarktyika), ahol 1945-ig üzemeltették a típust.
Egy TB–1-es – más gépek mellett – Anatolij Ljapigyevszkij parancsnoksága alatt részt vett az 1934-ben a sarkvidéken, a Bering-szoros közelében a jég fogságába került majd elsüllyedt Cseljuszkin gőzös személyzetének és utasainak megmentésére szervezett mentőexpedícióban.

### Távrepülések

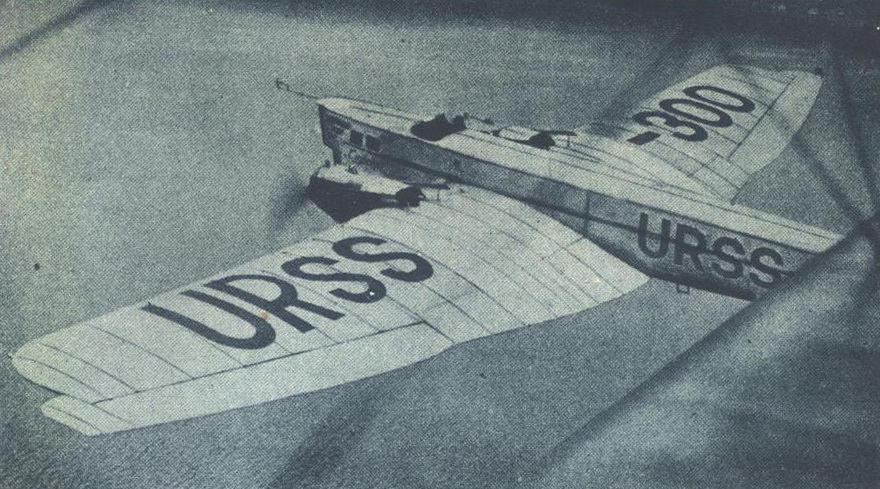
A távrepülésre átalakított Sztrana Szovetov nevű repülőgép 1929-ben

1929-ben két sorozatgyártású gépet távolsági rekordrepülésre alakítottak át. A fegyverzet nélküli gépet a Moszkva–New York távolsági repülésre szánták. Az első kísérletre 1929. augusztus 8-án került sor. Csita közelében azonban kényszerleszállást kellett végrehajtani, a gép összetört, de a személyzet sértetlen maradt.
A második, már sikeres távrepülési kísérlet 1929. augusztus 23-án indult. A távrepülést a Moszkva–Omszk–Habarovszk–Petropavlovszk Kamcsatszki–Attu-sziget–Seattle–San Francisco–New York útvonalon hajtották végre. A gép a távrepülés során 21 242 km-t tett meg, ebből 7950 km-t víz felett, és 137 órát töltött a levegőben. A Habarovszk és Seattle közötti szakaszra a kerekes fűfutók helyére egy JuG–1-es gépről származó, de a TB–1 nagyobb méretei miatt meghosszabbított úszótalpakat szereltek.
1937-ben a TB–1-gyel a Moszkva–Szverdlovszk–Irkutszk–Anadir–misz Uelen–Arhangelszk–Moszkva útvonalon F. B. Farih parancsnoksága alatt újabb távolsági repülést hajtottak végre.

## Fennmaradt példányok
Az 1980-as években a Dikson-szigeten találtak egy sérült, az 1940-es években balesetet szenvedett G–1 változatú gépet. A CCCP–H227 lajstromjelű, könnyebben sérült, törött futójú gép csak könnyebben sérült, a futóműve tört össze. A viborgi repülési műszaki főiskola szakemberei és hallgatói expedíciót szerveztek a gép megmentésére. 1985 augusztusában került sor az első utazásra. A helikopterrel a helyszínre szállított emberek először kisebb alkatrészeket szállítottak el. Majd darabokban elszállították az egész gépet. Összeállították, restaurálták. A gépet helyreállították, restaurálták és az Uljanovszki Polgári Repülési Múzeum gyűjteményébe került.
További egy fennmaradt polgári változatú példánya található betontalapzatra állítva a burjátföldi Takszimo településen (a vasútállomás mellett). Az úszótalppal felszerelt G–1-es szállító repülőgép SZSZSZR ZS11 lajstromjellel van ellátva.

## Típusváltozatok
- ANT–4 – Az első két prototípus.
- ANT–4bisz – A harmadik, a sorozatgyártású példányokhoz hasonlító prototípus.
- TB–1 – Sorozatgyártású bombázó alapváltozat.
- TB–1P – Úszótalpas változat. Néhány tucat készült ebből a változatból.
- G–1 – A hadrendből kivont, polgári célra, utas- és teherszállításra átalakított változat. Zárt pilótafülkével látták el. (G – grazsdanszkij, magyarul: polgári)

## Műszaki adatok (TB–1)

### Geometriai méretek és tömegadatok
- Fesztávolság: 28,7 m
- Hossz: 18,0 m
- Magasság: 5,1 m
- Szárnyfelület: 120 m²
- Üres tömeg: 4520 kg
- Normál felszálló tömeg: 6810 kg
- Maximális felszálló tömeg: 7750 kg
- Maximális bombaterhelés: 1000 kg

### Motorok
- Motorok száma: 2 darab
- Motorok típusa: M–17 típusú, V12 hengerelrendezésű folyadékhűtésű benzinmotor
- Maximális teljesítmény: 510 kW (680 LE)

### Repülési jellemzők
- Legnagyobb sebesség: 207 km/h
- Normál utazósebesség: 156 km/h
- Hatótávolság: 1000 km
- Szolgálati csúcsmagasság: 4830 m
- Emelkedőképesség: 169,8 m/perc (3,03 m/s)